# Liga lekkoatletyczna sezon 2002
Liga lekkoatletyczna sezon 2002 – rozgrywki ligowe organizowane przez Polski Związek Lekkiej Atletyki, podzielone na klasy rozgrywkowe: I i II ligę.
Zawody rozgrywane były w dwóch rzutach, wiosennych mityngach oraz jesiennych zawodach finałowych. Wyniki uzyskane przez zawodników przeliczane były na punkty, które decydowały o miejscu zajmowanym przez dany klub.

## 1 Liga – tabela końcowa
| Miejsce | Nazwa klubu               | I rzut | II rzut | Liczba punktów | Uwagi  |
| ------- | ------------------------- | ------ | ------- | -------------- | ------ |
| 1       | Skra Warszawa (m)         | 3867   | 3678    | 7545           | złoto  |
| 2       | Warszawianka              | 3598   | 3497    | 7095           | srebro |
| 3       | AZS AWF Wrocław           | 3612   | 3422    | 7034           | brąz   |
| 4       | Olimpia Poznań *          | 3233   | 3054    | 6287           |        |
| 5       | AZS AWF Gdańsk *          | 3209   | 2973    | 6182           |        |
| 6       | KS AZS AWF Biała Podlaska | 3096   | 3079    | 6175           |        |
| 7       | AZS-AWF Warszawa          | 3039   | 2894    | 5933           |        |
| 8       | KS Podlasie Białystok     | 2958   | 2937    | 5895           |        |
| 9       | AZS-AWF Kraków            | 3047   | 2778    | 5825           |        |
| 10      | AZS-AWF Katowice          | 2891   | 2928    | 5819           |        |
| 11      | KS Agros Zamość           | 2968   | 2812    | 5780           |        |
| 12      | AZS AWF Gorzów            | 2828   | 2828    | 5656           |        |
| 13      | SL WKS Zawisza Bydgoszcz  | 2554   | 2835    | 5389           |        |
| 14      | Start Lublin              | 2595   | 2508    | 5103           |        |
| 15      | AZS Lublin                | 2402   | 1671    | 4073           |        |
| 16      | AZS URZ Rzeszów           | 2413   | 861     | 3274           |        |

(*)- Zespoły nie przystąpiły do rozgrywek w sezonie 2003.
| Opis tabeli ekstraklasy:               |
| -------------------------------------- |
| (m) – Mistrz z poprzedniego sezonu     |
| (b) – beniaminek                       |
| DNS – drużyna nieskwalifikowana        |
| mistrzostwo                            |
| spadek lub wycofanie klubu z rozgrywek |